# (8299) Téaleoni
(8299) Téaleoni ist ein Asteroid des Hauptgürtels, der am 9. Oktober 1993 vom belgischen Astronomen Eric Walter Elst am La-Silla-Observatorium der Europäischen Südsternwarte (IAU-Code 809) in Chile entdeckt wurde.
Benannt wurde der Asteroid am 20. November 2002 nach der US-amerikanischen Schauspielerin und Filmproduzentin Téa Leoni (* 1966), deren größte Rolle bis heute der Katastrophenfilm Deep Impact war, in dem sie eine Reporterin darstellte.